# Невегал (Белуно)
Невегал (итал. Nevegal) је насеље у Италији у округу Белуно, региону Венето.
Према процени из 2011. у насељу је живело 78 становника. Насеље се налази на надморској висини од 1097 м.